# NGC 7568
NGC 7568 (NGC 7574) é uma galáxia espiral (S?) localizada na direcção da constelação de Pegasus. Possui uma declinação de +24° 29' 50" e uma ascensão recta de 23 horas, 16 minutos e 24,9 segundos.
A galáxia NGC 7568 foi descoberta em 2 de Outubro de 1866 por Heinrich Louis d'Arrest.